# Julio Segura Moneo
Julio Ramón Segura Moneo (Tudela, Navarra, 4 de febrero de 1945 - 5 de abril de 2009) fue un historiador, profesor y archivero español durante muchos años director del Archivo Municipal de Tudela (AMT), su ciudad natal. Fue director del Museo de Tudela, Museo Muñoz Sola de Arte Moderno «durante su gestación» e impulsor del conservatorio y el centro cultural Castel-Ruiz.

## Biografía
Era hijo de Bernardino Segura Miranda, maestro nacional, y María Mercedes Moneo Navarro, naturales de Tudela. Realizó sus estudios de bachillerato en el Colegio de San Francisco Javier (Tudela) para continuar en 1964 sus estudios universitarios en la Facultad de Filosofía y Letras de Zaragoza, licenciándose en Historia. Tuvo de profesores a Carlos Corona Baratech y José María Lacarra. También es en esta etapa cuando conoce a Rafael Olaechea, S.J. e historiador con quién coincide en el Colegio Pignatelli, residencia de estudiantes en la capital aragonesa. La tesis de su licenciatura llevaba por título “La Sociedad Económica de Amigos del País de Tudela”, una referencia que «ha servido y sirve a los muchos investigadores que han desarrollado sus estudios e investigación sobre este mismo tema.»
Su tío, Julio Segura Miranda, fue archivero de Tudela entre 1966 y 1970, motivando tal cercanía su contacto continuo con los fondos archivísticos tudelanos desde 1962 actividad que, además de decidir su interés universitario le llevaran diez años después a ocupar el mismo cargo. También impartió clases en el Colegio de San Francisco Javier, en la Escuela Técnico Industrial (ETI Tudela) y fue director entre 1969 y 1974 de un centro de estudios llamado "Academia Nova". Algunos más tarde, por incompatibilidad laboral interrumpió un tiempo esta labor docente.
En 1972 asume la dirección del Archivo Municipal de Tudela tomando el relevo a su tío y continuando la labor iniciada por otros tudelanos como Juan Antonio Fernández Pascual, José Yanguas y Miranda o, más recientemente, Francisco Fuentes Pascual de quien, de una manera acertada continuó su labor de «organización, descripción y conservación del patrimonio documental» de Tudela, «llevado por uno de los principios que siempre dirigió su tarea profesional: conseguir un archivo abierto a los ciudadanos y disponible como fuente documental que facilitará cualquier estudio e investigación sobre nuestra ciudad en cualquier ámbito.»
Durante su ejercicio como director del AMT, impulso numerosas actividades culturales vinculadas con la ciudad.
Ejerció como director del Museo de Tudela, entre el 4 de febrero del 2000 y el 27 de septiembre del 2002 asumiendo la labor de su puesta en marcha. Por estas fechas también asume también la dirección inicial del Museo Muñoz Sola.

## Obras
- 1985. Inventario del Archivo Histórico de Protocolos Notariales de Navarra junto con Carlos Idoate Ezquieta. ISBN 978-84-235-0712-2
- 1988. Navarra, 265 ayuntamientos en Las casas consistoriales, junto con José Luis Molins Mugueta y Juan Cruz Labeaga Mendiola. ISBN 84-235-0830-7
- 2000. Palacio Decanal. Su historia en El Palacio Decanal de Tudela, junto con Manuel Blasco Blasco y María Concepción García Gaínza. Gobierno de Navarra. ISBN 84-235-2020-X
- 2004. Reglamento Archivo Municipal Ayuntamiento de Tudela. Ayuntamiento de Tudela.
- 2006. La ciudad y el templo. El patronato de Santa Ana en La Catedral de Tudela. Gobierno de Navarra, Institución Príncipe de Viana, obra realizada en colaboración con varios autores. ISBN 84-235-2887-1

## Reconocimientos y homenajes
- 2009. El Ayuntamiento de Tudela le otorgó un homenaje durante el cual la familia donó al municipio 1749 libros y revistas de su biblioteca personal.[1]
- 2011. La revista Huarte de San Juan. Geografía e Historia, publicada por la Universidad Pública de Navarra, le dedicó en el número 18 un amplio dossier a modo de homenaje.[7][8]